# Dorila
Dorila é um município da província de La Pampa, na Argentina.